# Черноморская делегация

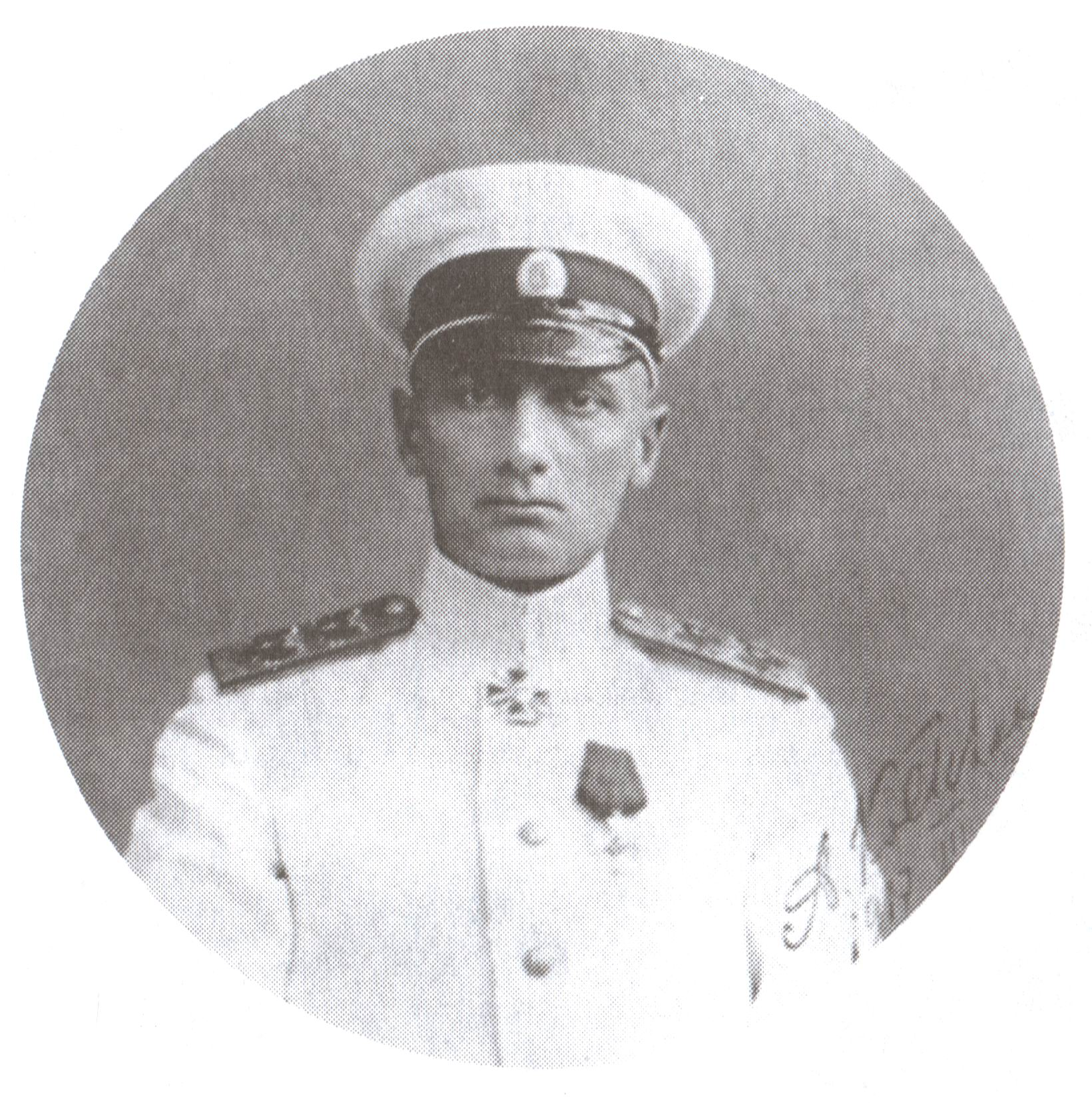
Вице-адмирал А. В. Колчак — командующий флотом Чёрного моря

Черноморская делегация (весна 1917 года) — инициатива командующего флотом Чёрного моря вице-адмирала А. В. Колчака, направленная на противодействие развалу российской армии и флота, восстановление боеспособности войск и продолжение войны до победного конца, борьбу с пораженчеством и политическим экстремизмом.

## Предыстория

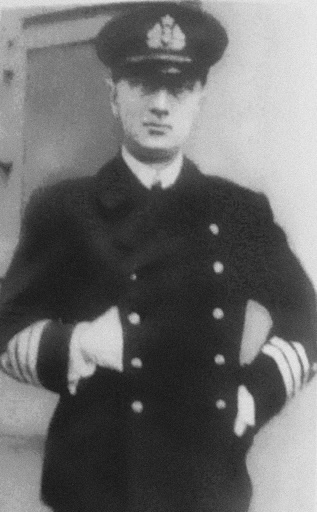
Колчак в новой морской форме Временного правительства (без погон, со знаками отличия на рукавах и пятиконечной звездой на кокарде), лето 1917 года

Радикальные изменения, произошедшие в бывшей Русской императорской армии (в феврале 1917 года переименованной в «Революционную армию свободной России») сразу после Февральской революции и официально имевшие целью уравнять солдат в правах с гражданским населением, на практике закончились почти полной дезорганизацией армии, разложением и снижением боеспособности, что было вызвано общим нежеланием солдат продолжать боевые действия и усилением пацифистских тенденций в обществе, испытывавшего на себе всё большие тяготы продолжающейся войны. Формирование в действующей армии солдатских комитетов, что фактически означало отмену единоначалия, привело не к повышению боеготовности, а к нарастанию анархии в виде отказов солдат идти в наступление и самосудов над офицерами; кроме того, произошёл колоссальный рост дезертирства.
15 апреля командующий флотом Чёрного моря вице-адмирал А. В. Колчак по вызову военного и морского министра А. И. Гучкова выехал в Петроград. Здесь он принял участие в совещании командующих фронтами и армиями в штабе Северного фронта, из которого вынес тяжёлое впечатление о деморализации войск на фронте, угрожающей скорым развалом армии. В Петрограде Колчак стал очевидцем вооружённых солдатских манифестаций и пришёл к выводу, что их следовало подавить силой. Настроения, с которыми вечером 21 апреля Колчак покидал Петроград, лучше всего передаются отрывком из его письма А. В. Тимирёвой:
Из Петрограда я вывез две сомнительные ценности — твёрдое убеждение в неизбежности государственной катастрофы со слабой верой в какое-то чудо, которое могло бы её предотвратить, и нравственную пустоту.
Вернувшись из Петрограда, Колчак, которому до сих пор удавалось поддерживать дисциплину и порядок в подчинённых ему войсках и сохранять их боевой потенциал, выступил с инициативой общероссийского масштаба, которая, по его мнению, могла бы остановить развал российской армии и флота, восстановить боеспособность войск и продолжить войну до победного конца.

## Формирование Черноморской делегации
25 апреля, сразу же по возвращении в Севастополь, Колчак выступил на Делегатском собрании солдат и матросов гарнизона в цирке Труцци с докладом «Положение нашей вооружённой силы и взаимоотношения с союзниками». Начав с отрицательной оценки свергнутого государственного строя, который привёл «армию морально и материально в состояние крайне тяжёлое, близкое к безвыходному», адмирал перешёл к неоправдавшимся, по его мнению, надеждам, возлагавшимся на революцию, которая должна была поднять боевой дух армии:

Армия и флот гибнут. Балтийский флот как вооружённая единица перестал существовать, в армии в любом месте противник может прорвать фронт и начать наступление на Петроград и Москву… Фронт разваливается, и шкурнические интересы торжествуют. Наш Черноморский флот — одна из немногих частей, сохранивших боеспособность; на него обращены взоры всей России… Черноморский флот должен спасти Родину!
Главную причину такого положения дел Колчак усматривал в германской пропаганде, которая вела к братанию на фронтах и дезертирству. Для выхода из сложившейся ситуации Колчак призывал правительство немедленно отменить приказы о демократизации армии и прекратить «доморощенные реформы»:

Какой же выход из этого положения, в котором мы находимся, которое определяется словами «Отечество в опасности»… Первая забота — это восстановление духа и боевой мощи тех частей армии и флота, которые её утратили, — это путь дисциплины и организации, а для этого надо прекратить немедленно доморощенные реформы, основанные на самоуверенности невежества. Сейчас нет времени и возможности что-либо создавать, надо принять формы дисциплины и организации внутренней жизни, уже существующие у наших союзников: я не вижу другого пути для приведения нашей вооружённой силы из «мнимого состояния в подлинное состояние бытия». Это есть единственно правильное разрешение вопроса.
Речь командующего была встречена бурными овациями. Под влиянием этого выступления команда флагманского корабля «Георгий Победоносец» 26 апреля приняла резолюцию с осуждением агитации за сепаратный мир с Германией, обратилась к флоту с призывом поддержать лозунг «Война до победного конца во имя свободы», оказать доверие Временному правительству и направить делегацию в Петроград и на Балтийский флот.
Центральный военный исполнительный комитет принял решение сформировать и направить на фронт и Балтийский флот делегацию для агитации за продолжение войны, которую возглавил «революционный оборонец» Фёдор Баткин, ранее не имевший отношения к флоту и зачисленный в него матросом 2-й статьи по личному указанию командующего. В делегацию из более чем двухсот человек вошли офицеры, кондукторы, матросы, солдаты, рабочие и делегаты от Совета депутатов. В середине мая к делегации присоединились ещё 100 человек. Деньги на командировку были выделены из фонда командующего. Отправляя делегацию на фронт, адмирал сознательно шёл на ослабление оборонческой пропаганды на Чёрном море, понимая, что судьба России решается на фронте.

## Работа делегации
Члены делегации работали в Москве, Петрограде, Гельсингфорсе, на Балтийском флоте, выезжали на фронты Первой мировой войны, выступали в действующих частях армии и флота. Генерал А. И. Верховский такими словами описывал их работу:

Люди, которые едут, полны горячей любви к родине, полны желания смыть тот позор измены, который теперь навис над нами. Они полны решимости идти в атаку с первыми штурмующими линиями, чтобы своим примером зажечь энтузиазм и увлечь малодушных.
По свидетельству Лукина, командировки на фронт выглядели таким образом:

Появление в окопах неведомых и невиданных доселе солдатами фронта людей в синих воротниках и георгиевских лентах на фуражках произвело ошеломляющее впечатление. Забытое имя — Россия понеслось по окопам.
Как отмечает историк А. Смолин, акция не дала ощутимых результатов в общероссийском масштабе, и уже в начале июня Колчак обратился к военному и морскому министру с просьбой немедленно вернуть часть делегации обратно на Черноморский флот, поскольку их отсутствие сказалось на обстановке на флоте.